# Xã Lynn, Quận Clay, Nebraska
Xã Lynn (tiếng Anh: Lynn Township) là một xã thuộc quận Clay, tiểu bang Nebraska, Hoa Kỳ. Năm 2010, dân số của xã này là 60 người.